# Elio Isola
Pour les articles homonymes, voir Elio (homonymie) et Isola.
 (mai 2019).
Elio Isola (né Amelio Isola à Gênes en 1927 et mort à Milan en 1996) est un compositeur, chef d'orchestre et arrangeur italien.
Il est entré dans l'histoire de la musique légère italienne pour avoir composé la musique de la chansons La voce del silenzio (« La Voix du silence »), présentée au Festival de Sanremo 1968 (it) par Tony Del Monaco et Dionne Warwick, reprise par Mina et réalisée par la même Warwick, qui l'a également enregistrée en anglais sous le titre Silent Voices (« Voix silencieuses »), un succès au repertoire de Tom Jones, Al Martino et les Supremes, Massimo Ranieri, Franco Simone, Francesco Renga et Andrea Bocelli.

## Biographie
Après avoir étudié le piano, Elio Isola a commencé dans les années 1950 à jouer dans divers orchestres.
Grâce à la rencontre avec le parolier Giorgio Calabrese, une de ses chansons Non ci sarò  a été enregistrée en 1962 par  Orietta Berti ; le même année il enregistre un 45 tours pour Karim (it) et devient arrangeur pour la maison de disques, travaillant notamment avec Memo Remigi (it).
En 1963 une des chansons, Quando ci si vuol bene (come noi)  est sélectionnée pour participer au festival de Sanremo, interprétée par Arturo Testa (it) et Joe Sentieri mais n'atteint pas la finale .
En 1965, Gigi Cichellero (it) fait appel à lui pour diriger le secteur de l'édiction musicale (it) de GTA Records (it).
En 1967 il compose la musique de La voce del silenzio (« La Voix du silence ») sur des paroles de Paolo Limiti et Mogol. La musique d'Elio Isola contient une introduction citant le Prélude en ut mineur (BWV 871), tiré du deuxième volume du Le Clavier bien tempéré, livre de J. S. Bach .
La chanson est interprétée par Dionne Warwick au Festival de Sanremo et se qualifie pour la finale, se classant à la 14e (et dernière) place avec 28 points obtenus ; cependant, quelques mois plus tard, elle connaît le succès grâce à la version de Mina.
Un autre de ses chansons Viso d'angelo , remontant à 1969 composée par Flavio Carraresi (it) est enregistrée par les Camaleonti.
Elio Isola poursuit sa carrière au cours de la décennie suivante en travaillant en collaboration avec le label Numero Uno, en tant que compositeur et en tant que arrangeur.

## Discographie partielle

### 45 tours
- 1962: Passerà/Wheels (Karim (it), KN 124)

## Les chansons composées par Elio Isola
| Année | Titre                             | Auteur                                    | Compositeur                          | Interprète                             |
| ----- | --------------------------------- | ----------------------------------------- | ------------------------------------ | -------------------------------------- |
| 1963  | Non ci sarò                       | Giorgio Calabrese                         | Elio Isola                           | Orietta Berti                          |
| 1963  | Bene ca va e ca vene              | Mario Coppola                             | Elio Isola                           | Antonella D'Agostino (it)              |
| 1963  | Quando ci si vuol bene (come noi) | Giorgio Calabrese                         | - Elio Isola - Bruno Zambrini        | - Arturo Testa (it) - Joe Sentieri     |
| 1964  | Uno di voi                        | Mario Coppola                             | Elio Isola                           | Gigliola Cinquetti                     |
| 1965  | Innamoratamente                   | Mario Coppola                             | Elio Isola                           | Gianni Mascolo                         |
| 1967  | La ballata degli innamorati       | Luciano Beretta (it)                      | Elio Isola                           | Quartetto Cetra                        |
| 1968  | La voce del silenzio              | - Paolo Limiti - Mogol                    | Elio Isola                           | - Tony Del Monaco - Dionne Warwick     |
| 1969  | Il treno                          | Vito Pallavicini                          | Elio Isola                           | - Rosanna Fratello - Brenton Wood (it) |
| 1969  | Il mio amore è una ruota          | - Daniele Pace (it) - Mario Panzeri       | Elio Isola                           | France Gall                            |
| 1969  | Viso d'angelo                     | - Daniele Pace (it) - Mario Panzeri       | - Elio Isola - Flavio Carraresi (it) | Camaleonti                             |
| 1970  | Sole, pioggia e vento             | Mogol                                     | Elio Isola                           | - Luciano Tajoli - Mal                 |
| 1970  | Ti amo, amo te                    | Mogol                                     | - Elio Isola - Domenico Modugno      | Domenico Modugno                       |
| 1970  | Se non è amore cos'è              | - Mogol - Alessandro Colombini (it)       | Elio Isola                           | Formula 3                              |
| 1971  | Un uomo molte cose non le sa      | Alberto Salerno (it)                      | Elio Isola                           | - Nicola Di Bari - Adriano Pappalardo  |
| 1976  | Se ci pensi                       | - Daniele Pace (it) - Oscar Avogadro (it) | Elio Isola                           | Marcella Bella                         |
| 1977  | Opera d'amore                     | Claudio Daiano (it)                       | Elio Isola                           | Equipe 84                              |